# قاع شمسان (مبين)

تعديل مصدري - تعديل

قاع شمسان هي إحدى قرى عزلة بني عكاب بمديرية مبين التابعة لمحافظة حجة، بلغ تعداد سكانها 1441 نسمة حسب تعداد اليمن لعام 2004.